# Agnes Ozman
Agnes Ozman (1870-1937) foi uma estudante da Bethel Bible College de Charles Parham em Topeka, Kansas. Ozman, foi considerada por muitos como "a primeira a falar em línguas". Suas experiências provocaram um movimento pentecostal moderno, que começou no início do século 20.

## Biografia
Seus pais eram agricultores, e desde a infância, Agnes e seus seis irmãos participaram da Igreja Metodista Episcopal em Nebraska, Wisconsin. Na sua juventude, Ozman participou de instituições bíblicas e, eventualmente, do Bethel Bible College, em Kansas.
Parham, professor de de Ozman na Bethel Bible College, alinhado com o Movimento de Santidade, introduziu os conceitos de cura divina e a santificação a seus alunos. Parham pediu aos alunos para refletirem sobre o que o versículo da Bíblia "receber o dom do Espírito Santo" (Atos 2:38) pode significar e se qualquer evidência especificamente relacionada com este dom pode ser encontrada, dando-lhes três dias, enquanto ele estava ausente, para esta atribuição. No momento em que ele retornou, seus alunos, coletivamente, concordaram que, se o Espírito Santo havia descido sobre um indivíduo, então, falar em línguas seria presente e constitui prova suficiente. Os alunos apontam para que este tipo de evento foi mencionado quatro vezes no livro de Atos dos Apóstolos. Portanto, na Véspera de Ano Novo, Parham e seus alunos planejaram para que orassem pelo dom do Espírito Santo. Em 1901, após a meia-noite de 1 de janeiro de Ozman pediu a seu professor, ore especificamente para que ela pudesse ser cheia com o Espírito Santo por meio da imposição de mãos e para que ela possa falar em línguas.
De acordo com seus colegas, suas orações foram ouvidas, e seus colegas relataram que um halo tinha cercado seu rosto e cabeça e que ela começou a falar chinês. Não muito tempo depois, Parham e trinta e quatro outros alunos também começaram a falar em línguas estranhas. Diz-se que Ozman, não poderia falar o inglês por três dias e só foi capaz de escrever em caracteres chineses. Muitos, naquele dia experimentaram outros dons do Espírito Santo, e logo o grupo saiu de Kansas City para espalhar a notícia.
Com essa experiência, Charles Parham e nove outros receberam a experiência de falar em línguas. Parham então abriu faculdades bíblicas em Houston, Texas, o que levou a Lucy Farrow a falar em línguas em 1906 e cerca de 13 mil outras pessoas falando em línguas na rua Bonnie Brae 214-216, na cidade de Los Angeles, Califórnia. Em 1909, na missão na rua Azusa em Los Angeles sob o pastorado de William J. Seymour e com a ajuda de Lucy Farrow, cerca de 50 mil pessoas receberam essa experiência de falar em línguas.
Mais tarde, em sua vida, Agnes admitiu que estava errada em acreditar que todas as pessoas falariam em línguas quando fossem batizados com o Espírito Santo. Escrevendo em The Latter Rain Evangel de janeiro de 1909, ela disse: "Algum tempo atrás eu tentei, mas não conseguiu ter um artigo impresso em que eu escrevi chamando a atenção para o que eu tenho certeza que Deus me mostrou estar errada. O artigo sustentava que as línguas não eram as únicas evidência do Batismo do Espírito. Quando esse artigo foi recusado, eu estava muito tentada por Satanás, mas Deus de novo me mostrou graciosamente, ele me revelou e satisfeito meu coração em orar para que ele possa revelar essa verdade a outros que a espalhariam para o exterior. Por algum tempo [sic] depois do batismo eu entrei na escuridão espiritual, porque eu fiz o que eu vejo tantos outros estão fazendo estes dias, descansado e deleitado em línguas e outras manifestações em vez de descansar sozinho em Deus."
Em 1937, Ozman morreu de insuficiência cardíaca.